# La Dafne
Personnages
- Dafne (soprano)
- Danaüs, père des Danaïdes (baryton-basse)
- Apollon (ténor)
- Venere (soprano)
- Amore (soprano)
- Ovidio (ténor)

La Dafne (Daphné) est l'un des premiers opéras italiens, écrit en 1608 par le compositeur Marco da Gagliano sur un livret d'Ottavio Rinuccini. Il est décrit comme une favola in musica (« fable en musique »), composé en un acte et un prologue. L'opéra s'inspire du mythe de Daphné et Apollon raconté par Ovide dans le premier livre des Métamorphoses. Une version antérieure de ce livret a été mise en musique en 1597-1598 par Jacopo Peri, dont la Dafne est généralement considéré comme le premier opéra.

## Histoire

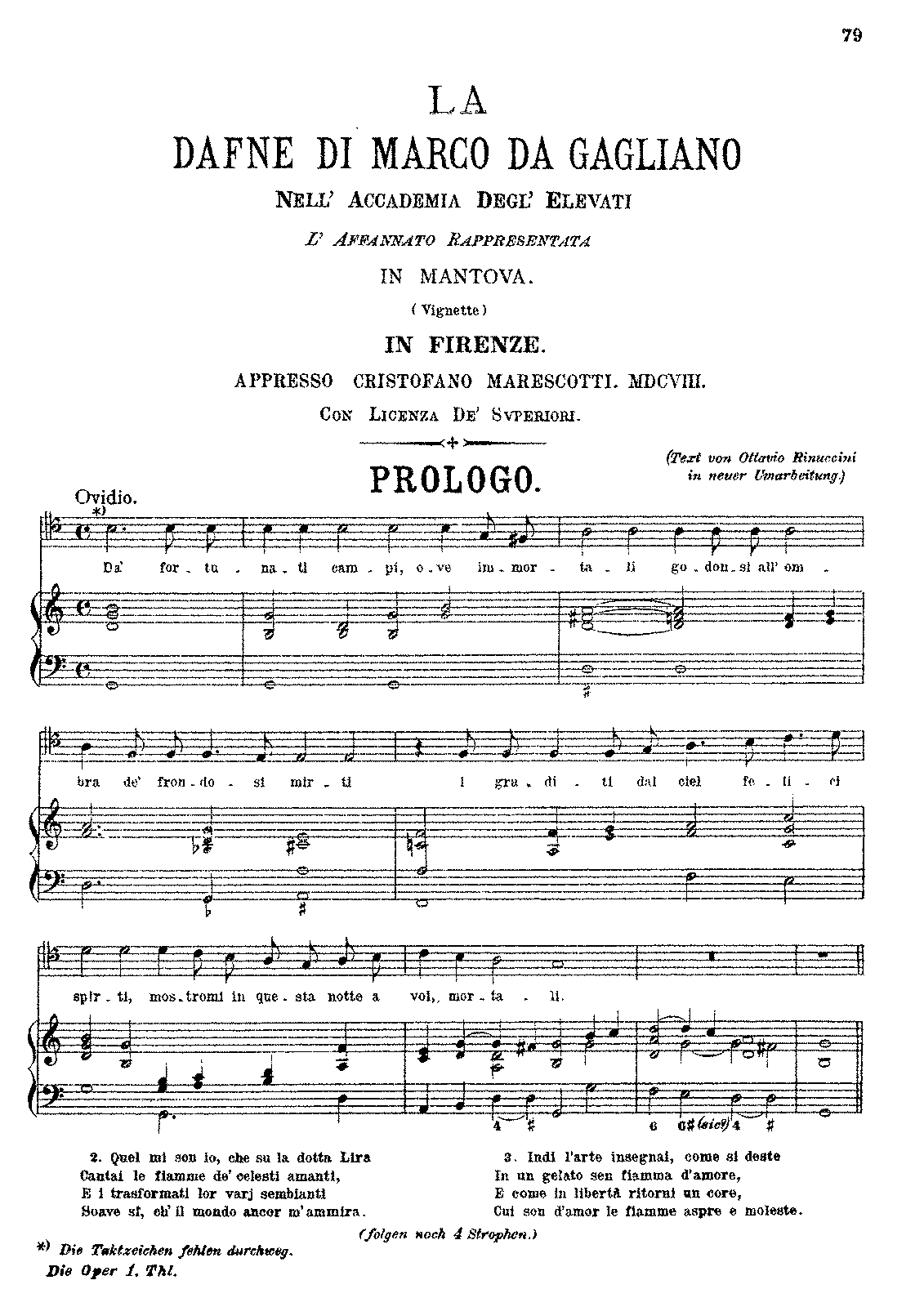
Prologue.

L'opéra de Gagliano est créé au Palais Ducal de Mantoue à la fin de février 1608. D'abord destiné aux célébrations lors du mariage du Prince Francesco Gonzaga de Mantoue et Margherita de Savoie, mais la mariée ayant été retardée, la mise en scène a été reportée. L'opéra de Monteverdi, L'Arianna est également destiné à ce mariage, mais retardé jusqu'en mai. Un spectacle privé de La Dafne est donné à Florence, dans la demeure de Don Giovanni de Médicis, le 9 février 1611. Les Médicis sont les mécènes du florentin Gagliano et le laurier (dans l'opéra, l'héroïne est transformé en laurier) était leur symbole.
Le texte de La Dafne de Rinuccini est mis en musique une première fois par le compositeur, Jacopo Peri pendant le carnaval de 1597, au Palazzo Corsi, la maison de riches commerçants, avec l'aide du compositeur Jacopo Corsi. Cette partition, bien que presque entièrement perdue, subsiste par six extraits musicaux. Elle est considérée comme la première pièce du répertoire aujourd'hui connu sous le nom d'opéra. De cette composition, Rinuccini est cité comme disant : « La Dafne, écrite par moi seulement pour montrer dans une expérience simple, ce que la musique pouvait faire à notre âge, a été mis en musique si gracieusement par Péri qu'il a fait très plaisir à ceux qui l'ont entendu ». La Dafne a été défini à l'origine comme une expérience qui découle de conversations par un groupe appelé la Camerata fiorentina. Les hommes de la Camerata fiorentina, cherchent à faire revivre le drame  classique grec, en posant l'hypothèse que la totalité du texte était chanté à l'origine. À partir de ces expériences le stile recitativo, un style de chant qui imite la parole, a été créé (stile rappresentativo).
La Camerata, conduite par le comte Giovanni de' Bardi, était composée d'humanistes, de musiciens et d'intellectuels. Luca Bati, compositeur et professeur de musique a également été membre de ce groupe et le maître de Marco da Gagliano. Alors qu'il n'est pas officiellement déclaré par Gagliano comme étant présent ou non lors de la création de La Dafne de Jacopo Peri en 1597, il est connu qu'il était à l'époque un étudiant en composition en plein développement à Florence et qu'il entretenait des liens étroits avec la Camerata, quelques années seulement avant de terminer sa propre partition de Dafne.

## Techniques de composition

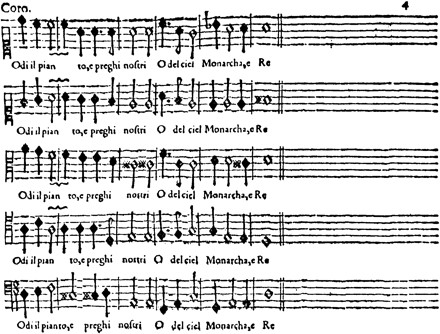
Scène d'ouverture, le chœur à cinq voix.

La partition de l'opéra est imprimée à Florence le 20 octobre 1608. Gagliano utilise les techniques de l'ancien style d'intermedio et tout au long, du style de l'opéra naissant. Il rédige une préface avec ses suggestions personnelles d'interprétation, qui contient des instructions détaillées sur la façon de jouer l'œuvre. Gagliano recommande notamment de séparer clairement les solistes du chœur, le positionnement de l'orchestre au devant de la scène, afin que les chanteurs puissent les voir correctement et également de requérir un deuxième acteur pour jouer Apollon dans la scène de combat avec le Python, dans le cas où le chanteur pourrait être à bout de souffle pour le grand aria qui suit. Gagliano indique également que les instruments se mêlant aux sections chorales et aux ritournelles devraient jouer avant le début de l'opéra, mais il n'y a pas d'ouverture effectivement écrite.
Le texte de 445 lignes au total est court, mais il offre des possibilités d'exploiter les émotions exacerbées et dramatiques, notamment dans les huit couplets du chœur, qui célèbre le vol de la nymphe dans l'attaque d'Apollo, appelée « Bella ninfa fugitive ». Typique des techniques de composition à la naissance de l'opéra italien, Gagliano met en musique le texte de La Dafne de Rinuccini avec des refrains homophones  en alternance avec une polyphonie chorale. Ses chœurs homophones, bien que manquant d'un thème unifié, exposent avec clarté le texte, en soulignant l'importance d'être compréhensible en chantant, en particulier lors de la morale. Cela se vérifie dans la scène d'ouverture de Dafne où un chœur à cinq-parties avec le texte « Entends notre plainte et notre prière, Ô monarque et Roi des cieux ». Le chœur est une figure importante tout au long de la composition. Il intervient aussi bien lors des actions de l'histoire qu'à d'autres moments, en fournissant des commentaires de réflexion.

## Rôles
| rôle            | voix              | création            |
| --------------- | ----------------- | ------------------- |
| Dafne (Daphné)  | soprano           | Caterina Martinelli |
| Apollon         | ténor             | Francesco Rasi      |
| Venere (Vénus)  | soprano           |                     |
| Amore (Cupidon) | soprano           | Caterina Martinelli |
| Ovidio (Ovide)  | ténor             |                     |
| Tirsi (Thyrsis) | contralto castrat | Antonio Brandi      |

## Synopsis
Le prologue est prononcé par le poète Ovide alors qu'il chante le texte :
| « Da' fortunati campi, ove immortali godonsi all'ombra de' frondosi mirti i graditi dal ciel felici spirti, mostromi in questa notte a voi mortali. Quel mi son io, che su la dotta lira cantai le fiamme celesti de' celesti amanti e i trasformati lor vari sembianti soave sì, ch'il mondo ancor m'ammira. » |  |  | « Des champs joyeux, où les esprits heureux chers au ciel se régalent immortels à l'ombre des myrtes feuillus, je me présente devant vous, mortels, ce soir. Je suis celui qui, avec sa lyre savante, a chanté les passions célestes des amants divins et leurs traits métamorphosés, si gentiment que le monde m'admire encore. » |
Lorsque l'opéra commence, le dieu Apollon tue le Python, un monstre qui terrifiait l'île grecque de Délos. Cupidon et Vénus sont impressionnés par la vantardise d'Apollon et sa conquête ainsi que de son sentiment d'être invincible. À cause de cela, ils planifient leur revanche sur Apollon.
Cupidon lance deux flèches. La première rend Apollo amoureux de la nymphe Daphné, fille du dieu fleuve. La seconde flèche provoque son désir de fuir loin de lui : Daphné rejette ses avances et appelle sa mère pour l'aider. Elle est transformée en laurier pour éviter son amour. Toujours amoureux de Daphné, Apollon fait du laurier l'emblème de son amour éternel et un signe de victoire et de prix, tout au long de l'antiquité grecque.

## Récitatifs, airs et chœurs
Prologue et acte 1
1. Prologo ; Da' fortunati campi (Ovidio)
2. Scena prima Tra queste ombre segrete (Pastore I+II/Ninfa I/Tirsi/Coro/Ninfa II)
3. Ohimè! che veggio (Coro)
4. Pur giaque estinto al fine (Apollo)
5. Almo Dio, che'l carro ardente (Coro/Ninfe/Tirsi/Pastori)
6. Scena seconda Che tu vadia cercando (Amore/Apollo/Venere)
7. Nudo, Arcier, che l'arco tendi (Coro)
8. Scena terza Per queste piante ombrose (Dafne/Pastore I/II)
9. Ogni ninfa in doglie e'n pianti (Coro)
10. Deh come lieto in questo piagge torno (Apollo/Dafne/Pastore IITirsi/Amore/Pastore I
11. Una al pianto in abbandono (Coro)
12. Scena quarta Qual d'ei mortali o d'ei celesti (Amore/Venere)
13. Non si nasconde in selva (Coro)
14. Scena quinta Qual nuova meraviglia (Tirsi/Pastore I/II)
15. Piangete Ninfe (Ninfa I)
16. Sparse più non vedrem di quel fin' oro (Pastore I/II)
17. Piangete, Ninfe (Coro/Pastore I)
18. Scena sesta Ma, vedete lui stesso (Tirsi/Apollo)
19. Ballo Bella Ninfa fuggitiva (Coro/Amore/Venere/Apollo/Ninfa I+II/Pastore I)

## Discographie
- 1975 - Musica Pacifica, dir. Paul Vorwerk, avec Robert White, Mauritia Thornburg, Su Harrison, Mary Rawcliffe, Susan Judy, Anne Turner (sopranos), Dale Terbeek (contreténor), Hayden Blanchard, Jonathan Mack (ténors), Myron Myers (basse) (ABC Classics Command, Quadraphonic) (OCLC 5391529)
- 1977 - Monteverdi-Chor Hamburg, Camerata Accademica Hamburg, dir. Jürgen Jürgens, avec Norma Lerer, Barbara Schlick, Ine Kollecker, Nigel Rogers, Ian Partridge, David Thomas, Berthold Possemeyer (août 1976, Archiv) (OCLC 883968561)
- 1984 - Apollo Ensemble, dir. Roger Glanville-Hicks, avec Gerald English, Victoria Watson, Jeannie Marsh. Digitally recorded by 3MBS-FM, Melbourne, Australia
- 1995 - Ensemble Elyma, dir. Gabriel Garrido, avec Maria Cristina Kiehr, Roberta Invernizzi, Adriana Fernandez, Jordi Ricart, Achim Schulz Anderson, Furio Zanasi. Studio di Musica Antica Antonio Il Verso, Palermo (K617) (OCLC 636355253)
- 2008 - Ensemble Fuoco e Cenere, dir. Jay Bernfeld, avec Chantal Santon, Guillemette Laurens, Daphné Touchais, Mathieu Abelli ; Hélène Clerc-Murgier, clavecin (avril 2007, Arion) (OCLC 422631558 et 801751839)

## Sources
- Roger Parker (éd.) The Oxford Illustrated History of Opera London / New York, Oxford University Press, 1994.  (ISBN 0198162820)  (ISBN 9780198162827)
- (en) Tim Carter, « Dafne » Marco Da Gagliano" dans Holden, Amanda (Ed.), The New Penguin Opera Guide, New York, Penguin Putnam, 2001 p. 286–287  (ISBN 0-140-29312-4)
- (en) Barbara R. Hanning, « Dafne », dans Stanley Sadie (éd.), The New Grove Dictionary of Music and Musicians, Londres, Macmillan, 2001, 2e éd., 25 000 p., 29 volumes (ISBN 9780195170672, lire en ligne), p. 1041–1042
- (it) Marco Emanuele, « Dafne », dans Piero Gelli et Filippo Poletti (éds.), Dizionario dell'opera 2008, Milan, Baldini Castoldi Dalai, 2007 (ISBN 978-88-6073-184-5, lire en ligne), p. 279
- Brenac Jean-Claude, Marco di Gagliano, sur jean-claude.brenac.pagesperso-orange.fr